# Фуллер, Генри Блейк
Ге́нри Блейк Фу́ллер (англ. Henry Blake Fuller, 9 января 1857 года, Чикаго, Иллинойс, США — 28 июля 1929 года, Чикаго, Иллинойс, США) — американский писатель, автор романов, повестей и рассказов.
Представитель критического реализма, бо́льшую часть своего творчества посвятил современной ему жизни своего родного города Чикаго. В своих произведениях Фуллер поднимал проблему искусства и бизнеса, критиковал практицизм, меркантилизм, декадентство и рекламу как явление.
Помимо этого, занимался литературной критикой, публиковался в литературных журналах и газетах.

## Биография

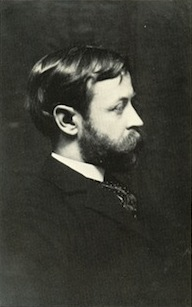
Генри Фуллер в 1893 году

Генри Фуллер родился 9 января 1857 года в Чикаго, в богатой семье, переехавшей туда в 1848 году и принадлежавшей к «старым поселенцам», обосновавшимся в городе до Великого пожара. Его дед, построивший первую конку в Чикаго, был двоюродным братом американской журналистки и писательницы Маргарет Фуллер, а отец был одним из крупных предпринимателей города. Окончив колледж, по настоянию отца, Фуллер начал работать банковским клерком.
В 1880-х годах писатель совершил несколько путешествий в Европу, в основном — в Италию, прожив там, в общей сложности, год. Впечатления от поездок нашли отражение в его первых двух романах: The Chevalier of Pensieri-Vani (1890) и The Chatelaine of La Trinité (1892).
В первые десятилетия XX века Фуллер публиковал литературно-критические статьи в литературных журналах и газетах: «Нью рипаблик», The Bookman, The Nation и Poetry. В 1901—1902 годах писатель принимал участие в создании раздела рецензий на книги в газете Chicago Evening Post. С 1911 по 1913 год он писал редакторские статьи в газете Chicago Record-Herald.

## Творчество
В своём творчестве Генри Фуллер обращался к современной ему жизни капиталистической Америки, причём местом действия большинства его произведений стал город Чикаго. Его творчество, в основании которого лежат принципы реализма и гуманизма, поспособствовало развитию жанра американского социального романа. В отличие от большинства реалистов конца XIX века, изображавших американскую сельскую провинцию, он повествовал о жизни индустриального американского города. В своих произведениях писатель показывал как формирование «американского образа жизни», так и пагубное влияние бизнеса на искусство.
Герои его первых двух романов: The Chevalier of Pensieri-Vani (1890, под псевдонимом Stanton Page) и The Chatelaine of La Trinité (1892) — равнодушные к наживе американцы, путешествующие по Европе в поисках памятников искусства. В романе The Chevalier of Pensieri-Vani в образе немецкого профессора-медиевиста Грегориануса писатель иронически и самопародийно изобразил экспатрианство. Основой книги послужили многочисленные и скрупулёзные путевые заметки самого Фуллера. После того, как несколько издателей отвергли роман, писатель опубликовал его на собственные средства под псевдонимом Stanton Page. Основная тема романа The Chatelaine of La Trinité, продолжившего дилогию, — трагические последствия американизации европейской культуры.
В романе The Cliff-Dwellers (1893) Фуллер изобразил жизнь людей в чикагском небоскрёбе и сатирически нарисовал образ транспортного магната Эрастуса Брэйнарда, превратившегося из священника в безжалостного бизнесмена, который отчасти предвосхитил драйзеровского Каупервуда. Несмотря на то что роман пользовался успехом, сам писатель отмечал, что ему присущ ряд недостатков, а реакция американской публики на роман была резкой и враждебной.
Во втором романе, посвящённом жизни американского общества конца XIX века, With the Procession (1895), писатель утвердил жанр социально-психологического романа, отвергнув типичный для неоромантизма развлекательный роман, построенный на запутанной интриге. Фуллер повествовал о жизни богатой чикагской семьи, стремившейся войти в правящие круги города, подняв бальзаковскую тему распада семейных отношений под влиянием меркантильных интересов, и выразил протест против практицизма и меркантилизма, приводящих к оскудению мысли и искусства. Пресса, издательские круги, знакомые и друзья подвергли писателя травле за этот роман. Несмотря на это, Теодор Драйзер выделил из всех произведений Фуллера именно With the Procession.
Важный вклад в развитие американского реализма внесли сборник сатирических пьес The Puppet-Booth: Twelve Plays (1896) и сборник рассказов From the Other Side: Stories of Transatlantic Travel (1898). В сборнике The Puppet-Booth: Twelve Plays, который представляет собой пародию на пьесы Мориса Метерлинка, Фуллер выразил протест против декадентской литературы.
Три повести сборника Under the Skylights (1901): «Падение Эбнера Джойса», «Маленький О’Грейди против „Грайндстоуна“» и «Доктор Гауди и Тыква» — объединяет тема искусства и бизнеса, ставшая ведущей в творчестве писателя. В повести «Падение Эбнера Джойса» Фуллер воссоздал перипетии борьбы между представителями проблемного искусства и неоромантизма, разгоревшейся в 90-х годах XIX века. Под именем Эбнера Джойса писатель показал историю Гэмлина Гарленда. В повести «Маленький О’Грейди против „Грайндстоуна“» Фуллер поставил вопрос об ответственности художника. В повести «Доктор Гауди и Тыква» он показал трагические последствия отказа от реалистических принципов в искусстве и раскритиковал рекламу как порождение американского образа жизни.
После сборника повестей Under the Skylights, под влиянием общества, неодобрительно встречавшего его книги, Фуллер долгое время ничего не издавал. В сборнике рассказов Waldo Trench and Others: Stories of Americans in Italy (1908), опубликованном через семь лет после сборника повестей Under the Skylights, писатель сатирически изобразил американских предпринимателей, путешествующих по Европе.
В сборнике Lines Long and Short: Biographical Sketches in Various Rhythms Фуллер попытался трансформировать жанр рассказа. Сборник представляет собой биографические и автобиографические очерки, написанные верлибром и лирической прозой. Под изменёнными именами писатель показал себя, свою семью и чикагское общество.
Действие романа On the Stairs (1918) охватывает последнюю четверть XIX века, «позолоченный век» американской истории. Фуллер осудил индивидуализм и эгоизм двух американских бизнесменов — героев романа. Писатель дал пример переосмысления жанра романа, о необходимости которого он писал в это время, настаивая, что на смену длинным повествованиям должны прийти более сжатые и концентрированные.
В романе Bertram Cope’s Year (1919) изображается университетская жизнь в Америке на примере вымышленного Северо-Западного университета, прототипом которого выступил Северо-Западный университет в Эванстоне.
Два последних романа писателя: Gardens of This World (1929) и Not on the Screen (1930) — опубликованы уже после его смерти. Роман Gardens of This World является продолжением первого романа Фуллера The Chevalier of Pensieri-Vani. Герои романа путешествуют по Европе и Средней Азии в поисках счастливых мест, которые они называют «садами мира». Последний роман писателя, Not on the Screen, построен на контрасте мелодраматической жизни в кино и тех же событий, происходящих в реальности. Фуллер по-разному интерпретировал один и тот же сюжет.

## Библиография

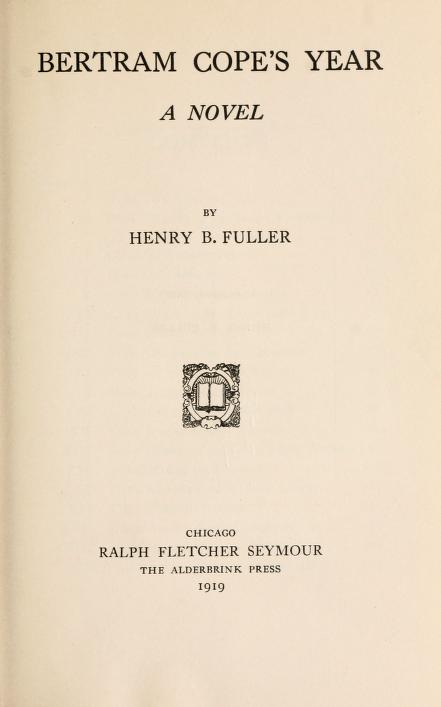
Титульный лист первого издания романа Bertram Cope’s Year

### Романы
- 1890 — The Chevalier of Pensieri-Vani (под псевдонимом Stanton Page)
- 1892 — The Chatelaine of La Trinité
- 1893 — The Cliff-Dwellers
- 1895 — With the Procession
- 1900 — The Last Refuge: A Sicilian Romance
- 1918 — On the Stairs
- 1919 — Bertram Cope’s Year
- 1929 — Gardens of This World
- 1930 — Not on the Screen

### Пьесы
- 1896 — The Puppet-Booth: Twelve Plays

### Рассказы
- 1898 — From the Other Side: Stories of Transatlantic Travel
- 1908 — Waldo Trench and Others: Stories of Americans in Italy

### Повести
- 1901 — Under the Skylights:
  - «Падение Эбнера Джойса» (англ. The Downfall of Abner Joyce)
  - «Маленький О’Грейди против „Грайндстоуна“» (англ. Little O’Grady vs. The Grindstone)
  - «Доктор Гауди и Тыква» (англ. Dr. Gowdy and The Squash)

### Поэзия
- 1917 — Lines Long and Short: Biographical Sketches in Various Rhythms